# Municipio de West Burlington
El municipio de West Burlington (en inglés: West Burlington Township) es un municipio ubicado en el condado de Bradford en el estado estadounidense de Pensilvania. En el año 2000 tenía una población de 782 habitantes y una densidad poblacional de 12.5 personas por km².

## Geografía
El municipio de West Burlington se encuentra ubicado en las coordenadas 41°45′43″N 76°45′29″O / 41.76194, -76.75806.

## Demografía
Según la Oficina del Censo en 2000 los ingresos medios por hogar en la localidad eran de $37,955 y los ingresos medios por familia eran $38,472. Los hombres tenían unos ingresos medios de $30,556 frente a los $22,656 para las mujeres. La renta per cápita para la localidad era de $15,291. Alrededor del 7,3% de la población estaban por debajo del umbral de pobreza.